# Steve Cronshaw
Steve Cronshaw (* 19. Dezember 1956 in Lancashire) ist ein ehemaliger britischer Radrennfahrer und nationaler Meister im Radsport.

## Sportliche Laufbahn
Cronshaw war Bahnradsportler. Er gewann die nationale Meisterschaft im Tandemrennen von 1977 bis 1979, 1977 und 1978 mit Trevor Gadd und 1979 mit Paul Sydenham. Der Titel im Sprint gewann er 1979 vor Terrence Tinsley. 1978 wurde er Vize-Meister im Zeitfahren und Dritter im Sprint. In der traditionsreichen Champion of Champions Trophy belegte er 1978 und 1980 jeweils den dritten Rang.

## Berufliches
Nach seiner aktiven Laufbahn arbeitete er als Coach und Trainer. Er ist für das Great Britain Cycling Team als Paracycling Development Coach und war im Centre Mondial du Cyclisme in Aigle tätig.